# جيرالد واتكينز
جيرالد واتكينز هو سياسي أمريكي، ولد في 8 ديسمبر 1954 في بادوكا في الولايات المتحدة. نشط حزبياً في الحزب الديمقراطي. وقد انتخب عضو مجلس نواب كنتاكي ‏.

## وصلات خارجية
- الموقع الرسمي